# Ломи (Любуське воєводство)
Ломи (пол. Łomy, нім. Lahmo) — село в Польщі, у гміні Ґубін Кросненського повіту Любуського воєводства.
Населення — 171 особа (2011).
У 1975-1998 роках село належало до Зеленогурського воєводства.

## Демографія
Демографічна структура станом на 31 березня 2011 року:
|          | Загалом | Допрацездатний вік | Працездатний вік | Постпрацездатний вік |
| -------- | ------- | ------------------ | ---------------- | -------------------- |
| Чоловіки | 89      | 24                 | 58               | 7                    |
| Жінки    | 82      | 24                 | 47               | 11                   |
| Разом    | 171     | 48                 | 105              | 18                   |